# Anikó Kapros
Anikó Kapros (* 11. November 1983 in Budapest) ist eine ehemalige ungarische Tennisspielerin.

## Karriere
Kapros, die am liebsten auf Hartplätzen spielte, begann im Alter von fünf Jahren mit dem Tennis.
2000 triumphierte sie in den Endspielen des Jurniorinneneinzels und -doppels der Australian Open. Im Einzel schlug sie María José Martínez Sánchez mit 6:2, 3:6, 6:2 und im Doppel an der Seite von Christian Wheeler die Paarung Lauren Barnikow/Erin Burdette mit 6:3 und 6:4.
Kapros konnte während ihrer Karriere zwei Einzel- und vier Doppeltitel des ITF Women’s Circuit gewinnen. Auf der WTA Tour erreichte sie mit dem AIG Japan Open Tennis Championships 2003 ein Finale, das sie gegen Marija Scharapowa mit 6:2, 2:6 und 6:75 verlor.
Für ihr Geburtsland nahm sie an den Olympischen Sommerspielen 2004 im Doppel in Athen teil. An der Seite von Melinda Czink verlor sie in der ersten Runden gegen die japanische Paarung Akiko Morigami/Saori Obata mit 6:3, 5:7 und 3:6.
Zwischen 2002 und 2010 spielte sie für die ungarische Fed-Cup-Mannschaft, für die sie drei ihrer neun Partien gewann.

## Turniersiege

### Einzel
| Nr. | Datum        | Turnier    | Kategorie   | Belag             | Finalgegnerin   | Ergebnis |
| --- | ------------ | ---------- | ----------- | ----------------- | --------------- | -------- |
| 1.  | Februar 2001 | Clearwater | ITF $25.000 | Hartplatz         | Alina Schidkowa | 6:3, 6:2 |
| 2.  | Mai 2006     | Peking     | ITF $25.000 | Hartplatz (Halle) | Xie Yanze       | 6:4, 6:2 |

### Doppel
| Nr. | Datum        | Turnier   | Kategorie   | Belag     | Partnerin           | Finalgegnerinnen                   | Ergebnis |
| --- | ------------ | --------- | ----------- | --------- | ------------------- | ---------------------------------- | -------- |
| 1.  | März 2009    | Kairo     | ITF $25.000 | Sand      | Katalin Marosi      | Megan Moulton-Levy Laura Siegemund | 7:5, 6:3 |
| 2.  | Mai 2009     | Grado     | ITF $25.000 | Sand      | Sandra Klemenschits | Jorgelina Cravero Anna Tatishvili  | 6:3, 6:0 |
| 3.  | Juni 2009    | Padova    | ITF $25.000 | Sand      | Sandra Klemenschits | Elena Pioppo Valentina Sulpizio    | 7:6, 6:1 |
| 4.  | Oktober 2009 | Las Vegas | ITA $25.000 | Hartplatz | Agustina Lepore     | Kimberly Couts Lindsay Lee-Waters  | 6:2, 7:5 |

## Abschneiden bei Grand-Slam-Turnieren

### Einzel
| Turnier         | 2001 | 2002 | 2003 | 2004 | 2005 | 2006 | 2007 | 2008 | 2009 | 2010 | Karriere |
| --------------- | ---- | ---- | ---- | ---- | ---- | ---- | ---- | ---- | ---- | ---- | -------- |
| Australian Open | —    | 1    | 1    | AF   | 1    | —    | —    | —    | —    | Q1   | AF       |
| French Open     | —    | 3    | Q3   | 1    | Q2   | —    | —    | —    | —    | Q3   | 3        |
| Wimbledon       | —    | —    | 3    | 2    | Q1   | —    | —    | —    | —    | Q1   | 3        |
| US Open         | 1    | —    | 1    | 1    | —    | Q1   | —    | —    | Q2   | Q1   | 1        |

Zeichenerklärung: S = Turniersieg; F, HF, VF, AF = Einzug ins Finale / Halbfinale / Viertelfinale / Achtelfinale; 1, 2, 3 = Ausscheiden in der 1. / 2. / 3. Hauptrunde; Q1, Q2, Q3 = Ausscheiden in der 1. / 2. / 3. Runde der Qualifikation; n. a. = nicht ausgetragen

### Doppel
| Turnier         | 2004 | 2005 | Karriere |
| --------------- | ---- | ---- | -------- |
| Australian Open | 1    | 2    | 2        |
| French Open     | —    | —    | —        |
| Wimbledon       | —    | —    | —        |
| US Open         | —    | —    | —        |

## Persönliches
2012 hat sie geheiratet und bekam 2013 eine Tochter. Ihre Mutter, Anikó Kéry, gewann bei den Olympischen Sommerspielen 1972 in München eine Bronzemedaille im Mannschaftsmehrkampf der Turnwettbewerbe.